# HMS H29
HMS H29 – brytyjski okręt podwodny typu H. Zbudowany w latach 1917–1918 w stoczni Vickers w Barrow-in-Furness, gdzie okręt został wodowany 8 czerwca 1918 roku. Do służby w Royal Navy został przyjęty 14 września 1918 roku.
HMS H29 należał do serii okrętów typu H ze zmienioną konstrukcją. Po internowaniu części okrętów budowanych na zlecenie w Stanach Zjednoczonych zapadła decyzja o przeniesieniu produkcji do Wielkiej Brytanii. Od początku 1917 roku do końca 1920 roku w stoczniach Vickers, Cammell Laird, Armstrong Whitworth, Beardmore oraz HM Dockyard wybudowano 23 okręty tej klasy.
W listopadzie 1918 roku okręt należał do Ósmej Flotylli Okrętów Podwodnych (8th Submarine Flotilla) stacjonującej w Yarmouth
9 sierpnia 1926 roku H29 uległ wypadkowi w stoczni HMNB Devonport, w wyniku którego okręt zatonął (zginął jeden członek załogi oraz pięciu pracowników stoczni). 
Okręt został wydobyty i 7 października 1927 roku został sprzedany firmie Ward z Pembroke Dock.